# Вуичевич, Дарио
Дарио Вуичевич (хорв. Dario Vujičević; род. 1 апреля 1990, Сараево) — хорватский футболист боснийского происхождения, выступавший на позиции полузащитника.

## Биография

### Ранние годы
Вуичевич родился в Сараево, тогда ещё части СФРЮ, позже его семья бежала в Гронау (Германия) недалеко от голландской границы, чтобы избежать Боснийской войны. Здесь Дарио занимался футболом в Эмсдеттене и Гельзенкирхене.

### Клубная карьера
После 2 сезонов игры за молодёжный состав «Твенте» Вуичевич в 2009 году был переведён в основной. В январе 2011 года был отдан в аренду в ВВВ-Венло, за который принял участие в 15 матчах. Летом 2012 года перешёл в «Хераклес».
На протяжении карьеры Вуичевича настигают постоянные травмы.

### Карьера в сборной
С 2010 по 2011 года провёл 8 матчей за молодёжную сборную Хорватии.